# I Still Cry
I Still Cry is een nummer van de Amerikaanse zangeres Julie Miller. In 2001 werd het nummer gecoverd door de Nederlandse zangeres Ilse DeLange, als tweede en laatste single van haar tweede studioalbum Livin' on love.
I Still Cry is een gevoelige ballade die gaat over een meisje wier jongen haar heeft verlaten. Het meisje is er erg verdrietig om, en moet nog steeds huilen als ze aan de jongen denkt. Julie Millers versie van het nummer heeft nergens de hitlijsten behaald. Ilse DeLange haalde met haar versie de 70e positie in de Nederlandse Single Top 100.

## NPO Radio 2 Top 2000
| Nummer met noteringen in de NPO Radio 2 Top 2000 | '04 | '05 | '06 | '07 | '08 | '09 | '10 | '11 | '12 | '13 | '14 | '15 | '16 | '17 | '18 | '19 | '20 | '21 | '22  | '23  | '24  |
| ------------------------------------------------ | --- | --- | --- | --- | --- | --- | --- | --- | --- | --- | --- | --- | --- | --- | --- | --- | --- | --- | ---- | ---- | ---- |
| I Still Cry                                      | 237 | 298 | 235 | 310 | 354 | 451 | 282 | 283 | 258 | 354 | 326 | 431 | 675 | 739 | 739 | 675 | 728 | 883 | 1007 | 1071 | 1187 |

1. ↑  Een vetgedrukt getal geeft de hoogste notering aan.
2. ↑  2004 was het eerste jaar met een notering voor dit nummer.